# Диндуккал
Ди́ндуккал, Ди́ндигал, Диндикал, Ди́ндигул (англ. Dindigul) — город в индийском штате Тамилнад. Административный центр округа Диндуккал. Средняя высота над уровнем моря — 267 метров. По данным всеиндийской переписи 2001 года, в городе проживало 196 619 человек, из которых мужчины составляли 50 %, женщины — соответственно 50 %. Уровень грамотности взрослого населения составлял 79 % (при общеиндийском показателе 59,5 %). Уровень грамотности среди мужчин составлял 84 %, среди женщин — 74 %. 10 % населения было моложе 6 лет.